# Base aérienne de Leeuwarden
La base aérienne de Leeuwarden (en néerlandais : Vliegbasis Leeuwarden) est une base aérienne militaire utilisée par la force aérienne royale néerlandaise (RNLAF). La base aérienne était autrefois l'une des deux bases hébergeant les F-16 Fighting Falcon de la RNLAF. La base aérienne se trouve au nord-ouest de la capitale de la Frise, Leeuwarden.
La base aérienne de Leeuwarden est également l'une des trois bases aériennes militaires (avec la base aérienne de Gilze-Rijen (en) et la base aérienne de Volkel) qui organisent deux fois par trois ans les Luchtmachtdagen (Journées de l'armée de l'air) de la force aérienne royale néerlandaise, qui consistent en des démonstrations aériennes et des expositions statiques. En 2006, 2008, 2011 et 2016, la base aérienne de Leeuwarden a accueilli ces journées.

## Historique

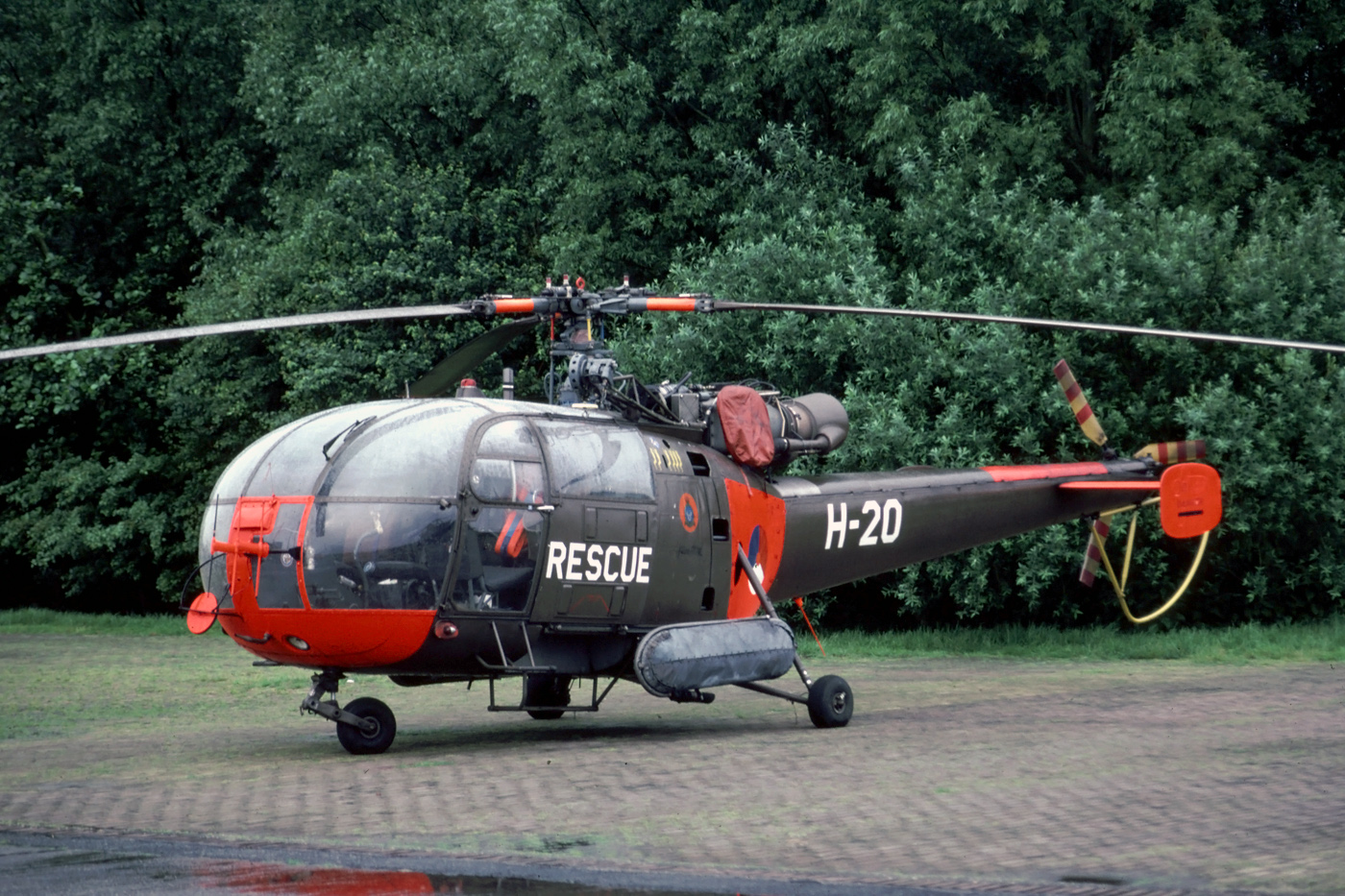
Alouette III SE3160 de Sud-Aviation. Ces appareils ont été utilisés dans le cadre des opérations de recherche et de sauvetage (SAR) à Leeuwarden jusqu'en 1994. L'appareil est conservé au musée de l'armée de l'air de Soesterberg.

L'aéroport de Leeuwarden est construit en 1938 et sert d'aéroport entre Schiphol et Eelde. Au début, l'aéroport n'est utilisé que rarement, mais cela change après l'invasion des Pays-Bas par les Allemands en 1940. La Luftwaffe utilise l'aéroport comme base pour ses avions de chasse (dont le Messerschmitt Bf 109) et ses bombardiers. Depuis la base aérienne, les Allemands peuvent atteindre la Grande-Bretagne. Pendant la Seconde Guerre mondiale, et surtout les 16 et 17 septembre 1944, la base aérienne est lourdement bombardée par la Royal Air Force.
Après la libération des Pays-Bas, la base aérienne est réparée et pendant les premières années d'après-guerre, elle est utilisée comme aéroport civil, KLM y exploite une ligne commerciale vers Schiphol. En 1949, Leeuwarden devient une base aérienne militaire.
Dans les années 1970, la base aérienne de Leeuwarden est utilisée comme base temporaire par le 32nd Tactical Fighter Squadron (en) de l'armée de l'air américaine. Normalement stationné sur la base aérienne de Soesterberg, il doit déménager temporairement pour permettre la réparation de la piste.
Deux escadrons de F-16 sont basés sur la base aérienne de Leeuwarden : le 322 Squadron (en) de la RNLAF , et le 323 Squadron. Le 323 Squadron est mis en sommeil le 31 octobre 2014 avant d'être réactivé en tant qu'escadron d'essai F-35A le 5 novembre 2014 sur la base aérienne d'Eglin.
En outre, la base aérienne de Leeuwarden est la base d'attache du 303 Squadron (en) (recherche et sauvetage). Il emploie trois hélicoptères Agusta Bell AB 412SP avant sa mise en sommeil le 1er janvier 2015.

## Missions

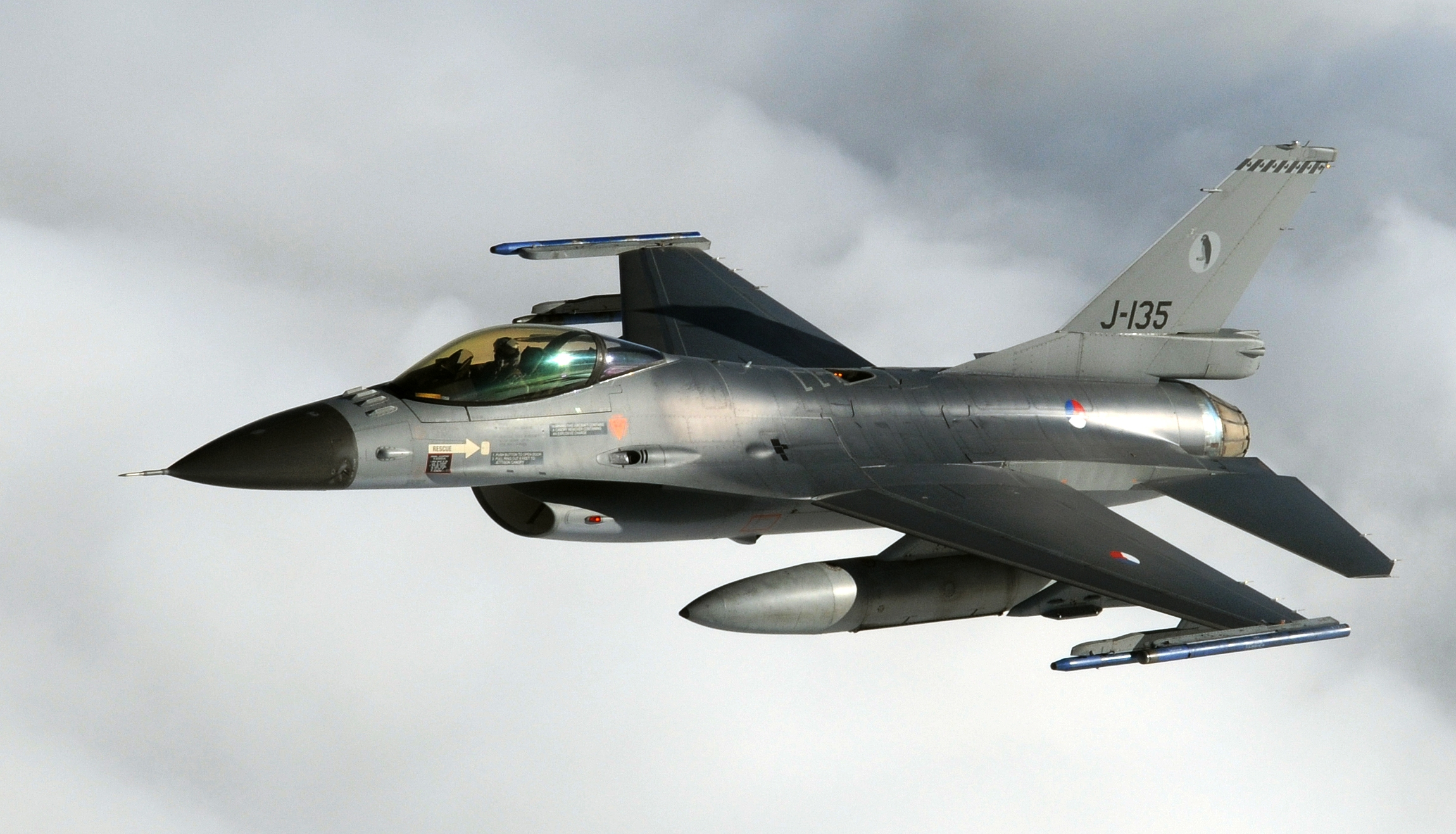
Un F-16 de l'armée de l'air royale néerlandaise.

La base aérienne de Leeuwarden est l'une des deux bases accueillant les F-16AM Fighting Falcon de l'armée de l'air royale néerlandaise, remplacés par la suite par les F-35A Lightning II, dont le premier arrive à Leeuwarden le 31 octobre 2019.
La base accueille le Fighter Weapons Instructor Training (FWIT) et l'exercice multinational annuel de l'OTAN Frisian Flag (en). Le 31 mars 2015, six F-15C de la 125th Fighter Wing (en) de la Garde nationale aérienne de Floride (en) atterrissent sur la base aérienne de Leeuwarden pour participer à l'édition 2015 de Frisian Flag.
Quatre MQ-9 Reaper ainsi qu'une station au sol sont basés à Leeuwarden,.

## Unités

### Royal Netherlands Air Force
- 306 Squadron - MQ-9A Reaper
- 322 Squadron - F-35A Lightning
- 323 Squadron - Centre d'entraînement au combat aérien
- 920 Squadron - Maintenance
- 921 Squadron - Logistique
- 922 Squadron - Opérations base